# Прокладання горизонтальне
Прокладання горизонтальне (рос. проложение горизонтальное, англ. horizontal projection, horizontal distance, нім. horizontaler Linienwurf m) — у маркшейдерії, геодезії — проєкція похилої довжини лінії між двома точками на горизонтальну площину.